# Рябов, Кирилл Викторович
Кири́лл Ви́кторович Ря́бов (род. 22 июля 1983 года, Ленинград) — российский писатель

, сценарист.

## Биография
Чтобы сесть и написать книгу, нужно никого не слушать. Если ты хочешь писать — садись и пиши. Можно даже с маленьким словарным запасом написать хорошую книгу. Главное, чтобы было желание. И есть ещё пара секретов — если ты пишешь книгу, надо побольше гулять, ходить по улице.
Родился в Ленинграде 22 июля 1983 года в рабочей семье. В 2002 году окончил Санкт-Петербургскую специальную среднюю школу милиции, служил в отделе вневедомственной охраны Санкт-Петербурга. После увольнения из органов МВД работал охранником, кладовщиком и монтёром в детском доме. В 2007—2008 гг. редактировал журнал молодых литераторов «Вокзал».
С начала 2000-х годов публикует рассказы в литературных альманахах и журналах «Северная Аврора», «Нева», «Октябрь», «Флорида», «Дружба народов» и других.
Автор книг «Пёс», «Никто не вернётся», «777», «Фашисты» и др.
Участвовал в написании сценария по своим рассказам к фильму «Хорошие девочки попадают в рай» (2021) режиссёра Дмитрия Месхиева. Принимал участие в съёмках и озвучивании фильма «Клубничная поляна» (2010), сериалов «Сонька — золотая ручка» (2007) и «Расписание судеб» (2007).
Продолжатель мотивов Камю и Хармса. Критика причисляет Рябова к течению метамодернизма.
Участник Форума молодых писателей в Липках (2008).
Живёт в Санкт-Петербурге.

## Экранизации
- 2024 — фильм «Джекпот» режиссёра Александра Ханта — по роману «777»

## Премии и конкурсы
- Премия конференции молодых писателей Северо-Запада (2005)[2]
- Один из победителей литературного конкурса «Факультет» (2009)
- Лауреат литературной премии «Молодой Петербург» (2009)
- Финалист премии «Национальный бестселлер» (2020)